# Крынки (Брестская область)
Крынки (бел. Крынкі) — деревня в Каменецком районе Брестской области Беларуси. Входит в состав Волчинского сельсовета. Население — 3 человека (2019). Самый западный населённый пункт Беларуси.

## География
Крынки находятся в 7 км к западу от центра сельсовета, деревни Волчин и в 14 км к юго-западу от города Высокое. Деревня стоит в 1,5 км от реки Западный Буг, по которому здесь проходит граница с Польшей, деревня включена в приграничную зону с особым порядком посещения. Местная дорога ведёт через деревню Паниквы — в Волчин.

## История
Историческая деревня Крынки стояла на самом берегу Западного Буга, однако после Великой Отечественной войны, когда по реке прошла государственная граница СССР и Польши, деревня была передвинута на 1,5 км к северо-востоку, а на её бывшем месте сейчас располагаются защитные пограничные сооружения.
В XVIII веке входила в состав Берестейского повета Берестейского воеводства Великого княжества Литовского. В 1767 году на средства князя Адама Чарторыйского построена деревянная униатская церковь св. Николая.
После третьего раздела Речи Посполитой (1795) Крынки в составе Российской империи, принадлежали Брестскому уезду Гродненской губернии.
В 1839 году униатская церковь св. Николая передана православным. В 1857 году собственником поместья была графиня Красинская. Согласно переписи 1897 года в селе был 21 двор, 139 жителей, действовало народное училище.
Согласно Рижскому мирному договору (1921) деревня вошла в состав межвоенной Польши, где принадлежала Брестскому повету Полесского воеводства. С 1939 года в составе БССР.
После войны деревня была передвинута на 1,5 км от пограничной реки. В это время была утрачена церковь св. Николая 1767 года постройки.

## Достопримечательности
- Самый западный дом Беларуси[4]
- Памятник пограничникам. В 3 км к северо-востоку от деревни. Воздвигнут в честь пограничников, погибших 22 июня 1941 года[5].